# Plauditus cingulatus
Plauditus cingulatus är en dagsländeart som först beskrevs av Mcdunnough 1931.  Plauditus cingulatus ingår i släktet Plauditus och familjen ådagsländor. Inga underarter finns listade i Catalogue of Life.